# Kepler-223
Kepler-223 (KIC 10227020; KOI-730) — звезда в созвездии Лебедя, у которой с помощью космического телескопа «Кеплер» была обнаружена планетная система, состоящая из, как минимум, четырёх планет.

## Характеристики
Kepler-223 представляет собой жёлтый карлик, похожий по размерам и светимости на Солнце. Масса звезды равна 1,07 солнечной, а радиус — 0,98 солнечного. Температура поверхности звезды составляет приблизительно 5599 K.

## Планетная система
По первоначальной оценке периодов оказывалось, что два планетных кандидата в системе обращаются вокруг материнской звезды на практически единой орбите с периодом 9,8 дней. При этом предполагалось, что система стабильна, поскольку обе планеты заперты в точках Лагранжа L4 и L5 по отношению друг к другу, и их постоянно разделяет расстояние 60°. Известными примерами подобного явления в Солнечной системе могут служить троянские астероиды, а также троянские спутники в системах планет-гигантов. Отношение периодов принималось равным 6:4:4:3 и, таким образом, случай Kepler-223 считался первым открытым примером с коорбитальным движением планет.
Однако, последующие исследования системы показали, что в предыдущем исследовании был неверно оценен орбитальный период одного из кандидатов системы и, как следствие, что конфигурация орбит четырёх планет несколько иная: их орбитальные периоды соотносятся как 8:6:4:3. Эта конфигурация не содержит коорбитальных планет. Зато, благодаря этим орбитальным резонансам, система была полностью подтверждена: транзитные данные с телескопа «Кеплера» ясно демонстрируют, что планеты системы гравитационно взаимодействуют друг с другом.
Таблица некоторых характеристик планет системы Kepler-223: